# Крамкувка-Дужа
Крамкувка-Дужа (пол. Kramkówka Duża) — деревня в Монькском повете Подляского воеводства Польши. Входит в состав гмины Гонёндз. Находится примерно в 8 км к северо-западу от города Моньки у границы национального парка Бебжанский. По данным переписи 2011 года, в деревне проживало 198 человек (48,5% мужчина и 51,5% женщин).

## История
По данным переписи 1921 года, в Крамкувке-Дужа проживало 249 человек (115 мужчина и 135 женщин), насчитывалось 44 жилых домов.